# Kvasipolynom
Ett kvasipolynom (pseudopolynom) är inom matematiken en generalisering av polynom. Koefficienterna för polynom kommer från en ring, medan koefficienterna för kvasipolynom är periodiska funktioner med integrerad period. Kvasipolynom appliceras i stora delar av kombinatorik som enumeratorer för olika objekt.
Ett kvasipolynom kan skrivas som {\displaystyle q(k)=c_{d}(k)k^{d}+c_{d-1}(k)k^{d-1}+\cdots +c_{0}(k)}, där {\displaystyle c_{i}(k)} är en periodisk funktion med integrerad period. Om {\displaystyle c_{d}(k)} inte är identiskt noll, är graden av q lika med d. Ekvivalent, en funktion {\displaystyle f\colon \mathbb {N} \to \mathbb {N} } är ett kvasipolynom om det finns polynom {\displaystyle p_{0},\dots ,p_{s-1}} sådana att {\displaystyle f(n)=p_{i}(n)} när {\displaystyle n\equiv i{\bmod {s}}}. Polynomet {\displaystyle p_{i}} är beståndsdelarna av f.